# 광주광역시5·18기념문화센터
5·18기념문화센터(5·18記念文化센터, May 18 Memorial Culture Center)는 상무지구내 5·18 기념시설 및 관련 공원의 효율적인 관리를 위하여 광주광역시청 산하에 설치된 사업소이다.
5·18기념문화센터장은 지방행정사무관으로 보한다.

## 연혁
- 1998년 1월 1일: 개소
- 2001년 7월 23일: 5·18기념문화센터로 명칭변경

## 조직
센터장
- 시설녹지관리팀
- 기획운영팀